# Arica TV
Arica TV es un canal de televisión por suscripción chileno con sede en Arica, dedicado principalmente a emitir programación de producción local y del canal Vive TV. Está disponible en VTR en el canal 13 en dicha ciudad y en internet a través de su sitio web, siendo el único canal por cable propio de la Región de Arica y Parinacota en la actualidad.